# U.S. Squash
U.S. Squash ist der nationale Squashverband der Vereinigten Staaten.

## Geschichte
Der Verband wurde 1904 in Philadelphia unter dem Namen United States Squash Racquets Association (USSRA) gegründet. 1957 wurde er im Staat New York offiziell als Non-Profit-Organisation registriert. In den 1970er-Jahren wurde mit der United States Women’s Squash Racquets Association (USWSRA) ein weiterer Verband gegründet, der sich ausschließlich um das Frauensquash kümmerte. 1979 fusionierten die USSRA und USWSRA zu einem einzigen Verband.
U.S. Squash ist Mitglied des United States Olympic Committee und des Kontinentalverbands Federación Panamericana de Squash. Es hat seinen Sitz in New York City, amtierender Präsident ist Peter R. Lasusa junior. Der Verband richtet jährlich unter anderem die nationalen Meisterschaften aus und ist im Besitz der Lizenzen für die US Open, der North American Open und weiteren Turnieren in den Vereinigten Staaten. Er führt außerdem die U.S. Squash Hall of Fame.

## Nationalmannschaft
Die US-amerikanische Nationalmannschaft der Männer, Frauen und der Jugend nehmen an sämtlichen kontinentalen und internationalen Wettbewerben teil.